# 10028 Бонус
10028 Бонус (10028 Bonus) — астероїд головного поясу, відкритий 5 травня 1981 року.
Тіссеранів параметр щодо Юпітера — 3,485.